# Viktoria Potapova
Viktoria Viktorovna Potapova (en russe : Викто́рия Ви́кторовна Пота́пова), née le 8 janvier 1974 à Moscou (RSFS de Russie), est une judokate handisport russe, quadruple médaillée de bronze aux Jeux paralympiques.

## Carrière
Potapova est quadruple médaillée de bronze aux Jeux paralympiques : en 2004, 2008, 2012 et 2020.